# Charles Marlow
Pour les articles homonymes, voir Marlow (homonymie).
Charles Marlow est un personnage de marin britannique créé par le romancier anglais d'origine polonaise Joseph Conrad. Il apparaît pour la première fois dans la nouvelle Jeunesse (1898). Conrad l'utilisera ensuite à trois reprises dans des œuvres datant de la même période (1898-1902) : Au cœur des ténèbres (1899), Lord Jim (1900) et Fortune (roman paru en 1912, mais en gestation depuis 1898). Seuls Jeunesse et Au cœur des ténèbres font de Marlow le personnage central de l'intrigue. Il ne jouera par la suite qu'un rôle de témoin plus ou moins impliqué. Son nom aurait été inspiré à Conrad par celui du dramaturge élisabéthain Christopher Marlowe.

## Jeunesse,Lord JimetFortune
Jeunesse pose les bases d'une structure narrative que Conrad réemploiera dans Au cœur des ténèbres. Le récit de Marlow est exposé au lecteur par le truchement d'un narrateur anonyme. Celui-ci appartient à un groupe d'amis (le Directeur, l'Avocat et le Comptable) à qui le marin raconte son aventure. De ce groupe, nous ne savons rien de plus, si ce n'est que ses membres ont en commun le « lien de la mer » auquel seul Marlow est resté véritablement fidèle. La nouvelle met avant tout l'accent sur le regard nostalgique d'un Marlow qui jauge son passé de second-maître à l'aune de l'expérience acquise depuis ce voyage de jeunesse.
Dans Lord Jim, Marlow n'est plus le personnage principal. Il rapporte, le temps d'un repas entre amis, l'histoire de Jim d'après ce que lui a permis d'apprécier sa position d'observateur privilégié. À son propre témoignage, il adjoint ceux qu'il a pu collecter auprès d'autres personnages. A nouveau, le récit est d'abord pris en charge par un narrateur anonyme qui brosse un portrait de Jim des plus elliptiques et ironiques. Marlow lui succède après le quatrième chapitre et ce jusqu'au trente-cinquième. Après quoi, il confie le manuscrit relatant la fin de l'histoire à l'un des convives auquel en incombe l'éventuelle pérennité. Cette construction enchâssée offre au lecteur d'élaborer sa propre interprétation du récit. Celui-ci présente Marlow en homme indulgent face aux manquements de Jim, sorte de père protecteur qui tend à s'effacer de plus en plus derrière sa voix de conteur.
Conrad reprend, avec Fortune, une construction narrative basée sur plusieurs « centres de conscience et de perception ». Marlow apparaît à différents niveaux du récit. Il sert principalement d'intermédiaire entre les protagonistes et un narrateur anonyme. Les enchâssements sont parfois excessifs et à la limite du crédible. Conrad présente Marlow comme un être moralisateur et misogyne. Ce faisant, il lui ôte une grande part du mystère et de l'aura qui faisait l'intérêt du personnage.

## Au cœur des ténèbres
Ce court roman offre à Marlow son développement le plus important. Dès les premières pages du récit, Conrad confère au personnage un statut particulier que vient confirmer une expression du narrateur anonyme : « Marlow n'était pas typique ». Assis à l'écart de son groupe d'amis, sur le pont arrière du yacht la Nellie, il est le seul des cinq passagers à être désigné autrement que par une fonction sociale. Sa description physique vient d'ailleurs renforcer l'impression d'étrangeté qui émane de lui : « il avait les joues creuses, le teint jaune, un dos très droit, l'aspect d'un ascète ; avec ses bras tombants, les mains retournées, les paumes en dehors, on eût dit une idole ». Marlow est d'emblée présenté comme une figure bouddhique, empreinte d'une parfaite sérénité qui semble le placer au-dessus de toutes contingences humaines : « Je pensais à des temps très anciens [...], il y a dix-neuf cents ans – l'autre jour ». A rebours, il apparaît que son aventure africaine et sa rencontre avec Kurtz – la quête au-delà des ténèbres – lui ont permis d'accéder à un autre degré de conscience et une certaine forme d'omniscience.
De fait, dans le reste du récit, qui constitue un flashback, Marlow apparaît bien moins énigmatique. Il adopte généralement un air détaché, fortement teinté d'ironie à l'égard des individus et des situations auxquels il se trouve confronté. Ainsi ne manque-t-il pas une occasion pour critiquer la « grande œuvre » des colons : « La conquête de la terre, qui signifie principalement la prendre à des hommes d'une autre couleur que nous, ou dont le nez est un peu plus plat, n'est pas une jolie chose quand on le regarde de trop près ». « Le quinzième jour [...] je fis une entrée boiteuse dans le Poste Central. Il était situé sur un bras mort entouré de brousse et de forêt, avec une jolie bordure de vase puante d'un côté, tandis que sur les trois autres il était clos d'une palissade croulante de roseaux ». Toutefois, s'il est critique vis-à-vis des colonisateurs belges (le récit se déroule au Congo belge), Marlow ne se gêne pas pour mettre en avant une certaine supériorité de ses concitoyens britanniques. Malgré tout, le personnage reste un homme lucide, capable de discerner l'injustice où il la voit et de la dénoncer, toujours avec le même ton sarcastique : « un Blanc [...] surveillait la route, l'entretien de la route [...] Peux pas dire que j'ai vu ni route ni entretien, à moins que le corps d'un Noir d'âge mûr, le front troué d'une balle [...] ne puisse être considéré comme une amélioration durable ». Ainsi, l'une des principales qualités de Marlow semble résider dans « sa profonde connaissance des normes et des conventions de sa propre société [...] Sachant ce qu'il est, il peut mesurer avec précision le fossé qui sépare les Européens sur leur vapeur des Noirs dans leur canot. [...] Parce qu'il accepte la dissemblance, il est à même d'affirmer une humanité commune ».
Ce sont certainement ces dispositions qui lui permettent d'envisager l'anthropophagie de son équipage comme une réalité acceptable. Ainsi, au lieu de dénoncer, selon une perspective occidentale, l'immoralité d'une telle pratique, Marlow parvient à la replacer dans son contexte africain. Il se contente alors d'apprécier la « retenue » de ses hommes qui – en dépit de leur fringale et de leur supériorité numérique – ne se jettent pas sur les pèlerins blancs pour se sustenter. La mort du timonier, transpercé par une lance, suscite également chez lui un sentiment assimilable à de la tristesse, qu'il se sent obligé de justifier auprès de son auditoire : « Mon timonier mort me manqua terriblement [...] Peut-être trouverez-vous cela bizarre à l'excès, ce regret pour un sauvage qui ne comptait pas plus qu'un grain de sable dans un Sahara noir ». Certes, ce Noir n'était-il pour lui qu'un « instrument » auquel il s'était attaché et avait appris à piloter le vapeur, mais lorsqu'il meurt, Marlow sait lire dans son regard « ce droit de lointaine parenté affirmé en un moment suprême », comme s'il prenait soudainement conscience que la mort abolit les barrières raciales et culturelles entre l'Africain et l'Européen.

## Évolution et rôle du personnage
La profondeur de caractère de Marlow et sa personnalité ne doivent pas faire perdre de vue que le personnage constitue pour Conrad un instrument de narration. Instrument qui lui permet « de nombreuses expérimentations dans le domaine des stratégies narratives [et] lui sert à l'expression explicite ou implicite d'idées et de jugements sans que l'on puisse pour autant identifier personnage et auteur ».
Entre Jeunesse et Fortune, Marlow connaît une « évolution sensible et révèle certaines limitations ». Ses aventures semblent constituer un cheminement littéraire particulièrement riche et novateur. Il représenterait cette volonté de Conrad, laquelle transparaît dans la plupart de ses œuvres, de donner « un regard oblique sur le monde qui remet en cause ses propres valeurs ». Marlow apparaît également comme le « type » même de l'Anglais que Conrad, l'écrivain exilé, aurait peut-être souhaité incarner. D'une certaine manière, Marlow symbolise « un idéal d'honnête homme anglo-saxon auquel s'identifie Conrad dans sa propre quête d'intégration » 

Finalement, ce qui touche le lecteur chez Marlow, c'est sa lucidité et l'absence de complaisance avec laquelle il observe et commente les défauts de la société occidentale : « la suprématie de la race blanche, la validité de la tâche coloniale, la relativité de notions telles que la lâcheté, l'héroïsme, la trahison ». Si, au fil de son œuvre, Conrad a eu recours à d'autres techniques de narration – utilisation de la troisième personne dans L'Agent secret et Nostromo ou d'un autre narrateur fictif comme dans Sous les yeux de l'Occident – il semble malgré tout que Marlow constitue l'une de ses plus marquantes et subtiles créations dans ce domaine.